# Tommaso Bianchi
Tommaso Bianchi (* 1. November 1988 in Piombino, Italien) ist ein italienischer Fußballspieler.

## Karriere
Nachdem Bianchi vorerst nur bei kleineren Vereinen in der Jugend gespielt hatte, kam er 2003 in die Abteilung des FC Piacenza, der damals in der Serie B spielte. Im Sommer 2005 wurde er in den Profikader der Biancorossi aufgenommen und kam in den Spielzeiten 2005/06 und 2006/07 zu seinen ersten Einsätzen im Profibereich. In der darauffolgenden Spielzeit gelang ihm der Durchbruch bei Piacenza, als er sich in der Mannschaft etablieren konnte. Auch in der Spielzeit 2008/09 sowie der Hinrunde 2009/10 konnte Bianchi gute Leistungen zeigen, insbesondere in der Hinrunde 2009/10. So kam Interesse des Erstligisten Chievo Verona an dem Mittelfeldspieler auf, die ihn vorerst im Januar 2010 auslieh. Nach einer enttäuschenden Rückrunde ohne jegliche Einsatzzeit bei Chievo kehrte Bianchi im Sommer 2010 zu Piacenza zurück.
Nach einer bitteren Saison mit abschließendem Abstieg in die Lega Pro Prima Divisione beendete Bianchi das Kapitel Piacenza und wechselte zur US Sassuolo Calcio, einem Provinzklub, der dank des 2002 eingestiegenen Investors Giorgio Squinzi auf dem Vormarsch Richtung Serie A war. Bianchi konnte sich sofort in den Fokus spielen und etablierte sich als Stammkraft im Mittelfeld. Am Ende der Spielzeit 2011/12 scheiterte Sassuolo nach einer guten Saison mit lediglich jeweils drei Punkten Rückstand auf Meister Delfino Pescara 1936 und Vize FC Turin jedoch in den Aufstiegs-Play-Offs am späteren Sieger Sampdoria Genua, die auf Sassuolo 13 Punkte Rückstand hatten. In der folgenden Saison gelang nach dem letzten Spieltag, nachdem Verfolger Hellas Verona schwächelte und man den direkten Verfolger AS Livorno mit 1:0 besiegen konnte der Aufstieg als Meister in die Serie A. Bianchi jedoch wurde kurz vor Ende des Sommertransferfensters 2013 an den FC Modena ausgeliehen. Mit Modena scheiterte er 2014 in den Aufstiegs-Play-Offs erneut am späteren Sieger AC Cesena.
Bianchi absolvierte von 2006 bis 2009 insgesamt acht Partien für die U-19, U-20 und U-21 Italiens.

## Erfolge
- Italienischer Zweitligameister: 2012/13